# Esther Randriamamonjy
Œuvres principales
- Ny sodin' i solofo[1]
- Ho avy ny maraina
- Trano rava
- Ny zanaky n'y vont
- Ifaravavy nanjary Lolo
- Itovolahy Ravoay

Esther Randriamamonjy, de son vrai nom Esther Rasoloarimalala Randriamamonjy,, est une écrivaine malgache.
Elle est connue dans le domaine de la littérature pour enfants à travers romans et contes; elle a aussi traduit des histoires pour la jeunesse écrits en russe, en français et en anglais. D'après l'Association des Editeurs de Madagascar (AEDIM), elle est l'auteure la plus lue par les enfants à Madagascar.
Mère de famille et grand-mère, Esther Randriamamonjy est mariée à Frédéric Randriamamonjy, historien, diplomate ayant officié comme ambassadeur de Madagascar dans plusieurs pays, académicien et également auteur de quelques ouvrages.

## Biographie
Esther Randriamamonjy, née Rasoloarimalala le 11 avril 1933 à Ambohimahasoa, dans la région de Fianarantsoa. Elle est la fille cadette de Rakotondrazaka, pasteur L.M.S et enseignant, et de Ravaomalala, mère au foyer et couturières, sa fratrie de 3 sœurs et de 4 frères. elle s’est distinguée par ses travaux dans la littérature malgache et la traduction. en 1960, Elle est l'épouse de Frédéric Randriamamonjy, historien, diplomate ayant officié comme ambassadeur de Madagascar dans plusieurs pays, académicien et également auteur de quelques ouvrages. Avec son mari elle a eu quatre enfants, et est également grand-mère,.

### Éducation
Esther Randriamamonjy a suivi ses parcours d'études à Madagascar puis à l'étranger comme montrés dans la liste suivante: 
- Études primaires: écoles protestantes à Ambohimahasoa, Collège protestant Rabaut-Saint Etienne, devenu plus tard Collège Randzavola à Fianarantsoa,
- Études secondaires: 
  - Collège Protestant Paul Minault à Androhibe - Lycée Andohalo, Antananarivo. Et titulaire d'un diplôme de baccalauréat en Philosophie[8].
  - Bourse des Églises au Collège Lucie Berger à Strasbourg, France.
- Études supérieures:  
  - Propédeutique - Faculté des Lettres Dijon, France (1961-1963) - Faculté des Lettres Antananarivo, Madagascar (1963 -1965)
  - Etude en théologie, langue anglaise et psychopédagogie - Carey Hall Missionary Training College for Women - Birmingham
  - Diplômes : Licences des lettres Malgache (certificats : Littérature malgache, Philologie malgache, Littérature française)[5]

### Carrière professionnelle
Esther Randriamamonjy a mené une carrière dans le domaine de l’éducation: est une écrivaine, autrice, traductrice et enseignante malgache. Elle a été directrice d’établissements scolaires, notamment à Fianarantsoa entre 1956 et 1958, à l’école FJKM Mahitsy, ainsi qu’à l’École des Jeunes Filles Andohalo Razafindrahety à Antananarivo de 1963 à 1970. Parallèlement, elle a enseigné la langue malgache en tant que professeure au Collège Paul Minault (1963-1970) et au Lycée J.J. Rabearivelo (1964-1970).
En 1970, elle rejoint la Faculté des Lettres d’Asie et d’Afrique à Moscou, où elle dispense des cours de langue malgache jusqu’en 1986. Elle s’engage également dans la vie politique en tant que membre du Conseil municipal de Genève (Suisse) de 1973 à 1975. À son retour à Madagascar, elle poursuit sa carrière d’enseignante au Collège Protestant Ambohijatovo Avaratra de 1987 jusqu’à son départ à la retraite.

### Activités et engagement social
Esther Randriamamonjy a joué un rôle majeur dans le domaine académique, littéraire et culturel à Madagascar et à l’international. Membre titulaire de l’Académie malgache, elle en a également occupé le poste de vice-présidente. Elle a été membre de l'Académie Nationale des Arts, des Lettres et des Sciences et a exercé la fonction de vice-présidente de l’Union des Poètes et Écrivains Malgaches (Havatra-UPEM).
Son engagement s’est aussi illustré dans la promotion de la littérature jeunesse et la préservation du patrimoine oral malgache. Elle a ainsi été membre de la Fikambanan'ny Mpanoratra Mpikaroka Erantany misahana ny Haisoratra ho an'ny Ankizy sy ny Tanora, affiliée à l'International Society for Research on Children and Adolescent Literature. Egalement, membre de l'Union des Ecrivains Afro-Asiatiques KOMAHA (1976-1986). Elle a collaboré avec plusieurs organisations et associations culturelles, notamment le FIMIAMA (Fikambanana MIkarakara ny Angano MAlagasy), l’AKFM-Fanavaozana, l’UNICEF et l’UPEM.
Par ailleurs, Esther Randriamamonjy a été impliquée dans l’organisation de plusieurs expositions et événements culturels, parmi lesquels :
- L’exposition annuelle "Art Décoratif et Appliqué" africain à la Maison de l'Amitié de Moscou ;
- L’exposition "Ny Tontolon'ny Angano", organisée par la commune urbaine d’Antananarivo (juillet - septembre 1998) et dédiée à la littérature orale malgache ;
- L’exposition "Cent Livres de Madagascar", tenue à la bibliothèque "Littérature Étrangère" Kroupskaïa ;
- Sa participation active à de nombreuses conférences d’écrivains africains et asiatiques, mettant en lumière la richesse littéraire de Madagascar.

### Prix et distinction
Tout au long de sa carrière, Esther Randriamamonjy a été reconnue pour son engagement dans l’éducation, la promotion de la littérature et la préservation de la culture malgache. Son approche repose sur une vision éducative centrée sur l’apprentissage de la vie en société et le respect de l’environnement :

"Mampitsimoka ny voa efa àry - Mamoha izay mila hatory - Mandrisika ny hitady hihemotra - Manondraka ny efa mitsiry - Manandratra ireo mamololona hioty ny SALOHY efa MASAKA." (Faire germer la graine déjà semée - Réveiller ceux qui dorment - Encourager ceux qui hésitent - Arroser ce qui pousse - Élever ceux qui grandissent pour récolter le fruit mûr.)
Elle souligne également l’importance de l’esthétique dans l’écriture :    
"Tsy ny soratra rehetra anefa no literatiora; Ny mahakanto ny asa soratra anankiray dia noho izy mampita hevitra ombam-pihetseham-pon’ny mpanoratra amin’ny fomba kanto mahaliana sy mahasarika avy hatrany." ((Tous les écrits ne sont pas de la littérature ; la beauté d’une œuvre réside dans sa capacité à transmettre les pensées et les émotions de l’auteur de manière esthétique, captivante et attrayante.")        
Ses contributions ont été honorées par plusieurs distinctions :
- 1983 : Réception de l'Insigne d'Honneur de l'Union des Sociétés Soviétiques pour la Paix et l'Amitié, devenant ainsi la deuxième personnalité africaine à recevoir cette distinction.
- 2012 : Reconnaissance d'Esther Randriamamonjy comme l’auteure la plus lue par les enfants à Madagascar, selon une étude menée par l'Association des Éditeurs de Madagascar (AEDIM) auprès d'une soixantaine de bibliothèques.
- 11 juillet 2016 : Décoration en tant que Chevalier de la Pléiade, distinction décernée par l'Assemblée parlementaire de la Francophonie.
- Février 2024 : Célébration de ses 67 ans de carrière littéraire.

Son influence dépasse le cadre de la littérature jeunesse. Ses ouvrages sont largement étudiés dans l'enseignement secondaire et universitaire, où ils sont souvent utilisés comme références académiques.

## Œuvres
Esther Randriamamonjy est une autrice prolifique ayant publié plus d'une quatre-vingtaine d’ouvrages et écrit ou traduit plusieurs centaines d’histoires. En 2024, elle a célébré 67 ans de carrière littéraire, marquant ainsi une contribution significative à la littérature malgache et d'autres langues (Français, anglais, russe, norvégienne).
Ses écrits s’adressent à un large public, des enfants aux adultes, et couvrent divers genres littéraires, notamment les contes, les romans, les récits, la poésie, les pièces de théâtre et la nouvelle. Son travail met en lumière la richesse culturelle de Madagascar tout en abordant des thématiques universelles, telles que l’éducation, l’identité et les valeurs sociales.

### Ouvrages
- 2001 : Tantaran'i Madagasikara isam-paritra (en français : Histoire de Madagascar à travers les régions), un ouvrage de 588 pages co-écrit avec Frédéric Ramamonjy, et édité par Trano Printy Fiangonana Loterana Malagasy (TPFLM)
- Ny angano: Fanabeazana fototra
- 2006: Aingi-bolan-jatovo (Petit dictionnaire de l'argot malagasy), Edition E.D.D.
- Hevitenin'ny Baiboly: La signification de l’ensemble de la Bible, écrite par environ 70 théologiens originaires d'Afrique (études bibliques réalisées avec la collaboration de théologiens africains et traduites en malgache).

### Romans
- 1994 : Ho avy ny maraina publié par TPFLM à Antananarivo, première édition 1983 - Ed. E.R.R.
- 1994 : Trano rava
- 2007 : Ilay dinan'ny fitia
- 2017: Retour à l’amer, roman à quatre mains, en collaboration avec Chantal Constant de Bordeaux - 232 p. 2007- TPFLM 2007

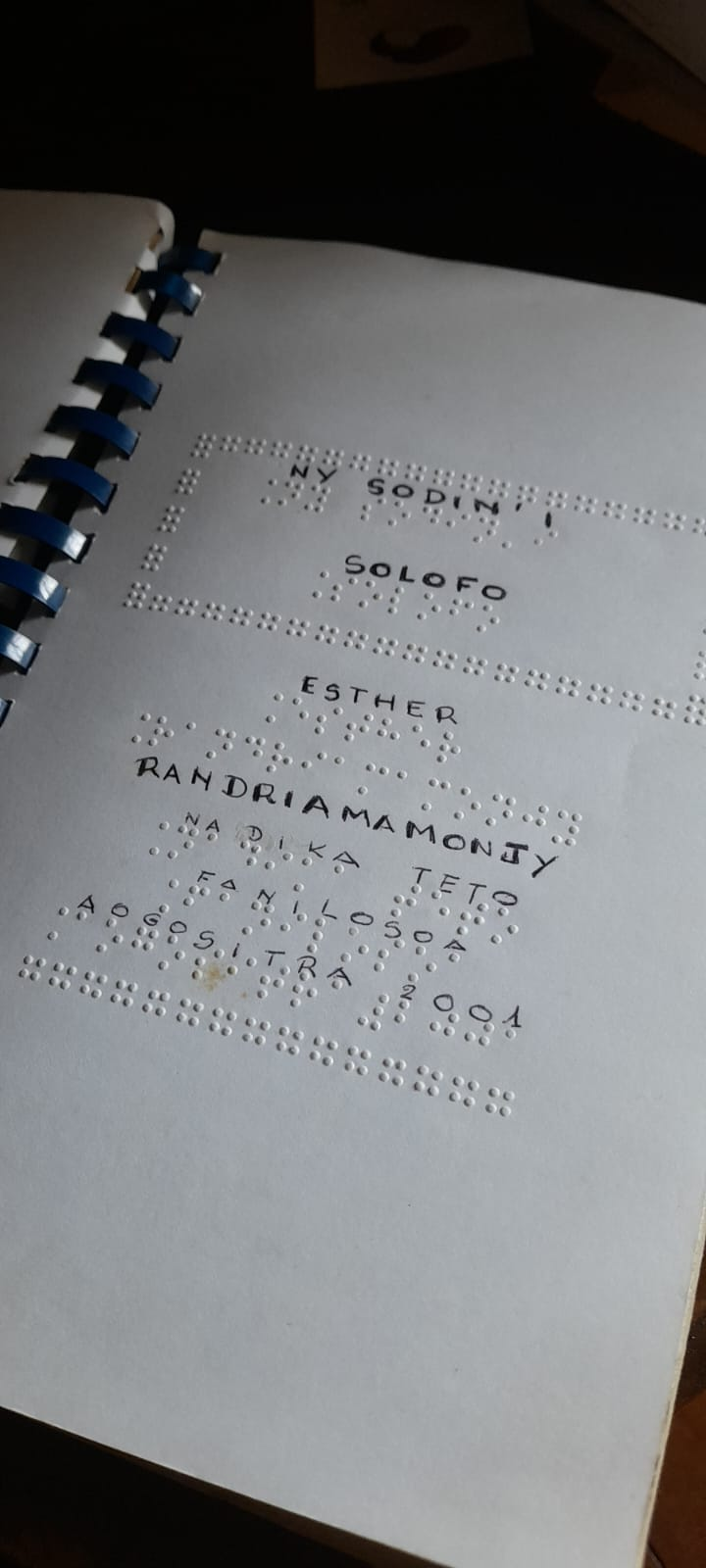
Livre écrit par Esther Randriamamonjy, Ny sodin'i Solofo", avec des caractères en braille.

- Fo miara miofo
- Vainafo eo an-doha
- Fanamby II et III
- Tsindrimandry

### Romans pour enfants
- 1975 : Ny sodin' i Solofo[1], avec une édition spéciale en braille, publié par Edisiona Salohy à Antananarivo[12]- 30 p. 1975 .

### Contes en malgache pour enfants
- Feno tsiky : Conte de Madagascar, Recueil de 41 Contes et Légendes de Madagascar illustrés; en collaboration avec Frédéric Randriamamonjy, son mari
- I Trimobe sy i Fara vadiny, version parallèle malgache et français.
- Zara tsiky – recueil de contes, nouvelles et jeux traditionnels - 376 p.- critiques socio-politiques dans un ton humoristiques mais aussi moralisant
- Tsiky nandrava haizina, Sourire et Soleil Noir à Madagascar, Contes traditionnelles écrites en malgache et français
- Iboniamasiboniamanoro - Conte bilingue, en malgache et français - 68 p. TPFLM - 2007
- Tononkalo rosiana voafantina, version parallèle malgache et russe, Edition "Rädoga", Moscou, 1983
- Kirabokan-dry Diamondra, conte malgache et anglais, bilingue - 1992 et réédition 2006- Edition E.R.R.
- I Tovolahy Ravoay
- I Raivo Rahiratra
- I Faravavy nanjary lolo
- Rakankafotra sy i Pitidrano Diamondra

### Brochures
Une collection de brochures « Amboara ny maraina » destinée aux enfants de deux et trois ans sont écrites par ERR. « I Kinga sy i Bota » et « Manao baolina i Bota sy i Kinga » sont les deux premières brochures apparues.

### Traductions

#### Ouvrages traduits en malgache
- 1999 : Ireo fadiranovana I - Traduction en malgache des Misérables de Victor Hugo - Préface Pr. J. Rapiera Rambeloson - Ed. E.R.R.
- 2000 : Ireo fadiranovana II - Traduction en malgache des Misérables de Victor Hugo
- 2000 : Ireo fadiranovana III - Traduction en malgache des Misérables de Victor Hugo
- 2002 : Vahiny - Traduction du roman L'étranger d'Albert Camus en deux volumes
- Baiboly Ho an'i Ankizy, raconté par Anne de Graaf, illustré par José Perez Montero - Editeur: Fikambanana Mampiely Baiboly - Société Biblique Antaninarenina - 400p. En quadrichromie.

#### Contes traduites en malgache
- Conte norvégienne au nombre de 15 de H. Ch. Andersen illustré quadrichromie - Collaboration Tordis SANDVIK Edition TPFLM - 116 p.
- Ilay Osivavin'Ingahy Seguin et Le curé de Cucugnann- 48 p. Traduction de La Chèvre de monsieur Seguin d'Alphonse Daudet
- Ry matavy telo lahy de Tori Olesha

#### Ouvrages traduits en langues étrangères
Deux œuvres d'Esther Rasoarimalala Randriamamonjy ont fait l'objet de traduction en russe. Ce projet est mis en place avec la collaboration du Docteur Ludmilla Kartachova. La première œuvre qui fût traduite est le roman "Ho avy ny maraina" ou "Le matin viendra". Ensuite, "Trano rava" ou "La maison en ruines" fût traduite également en russe avec un grand tirage de 950 000 exemplaires en seulement une semaine.

### Œuvres multilingues
- Angano kanto, des contes malgaches et étrangères, Contes Merveilleux d'Ici et d'Ailleurs, (28 contes de Madagascar et 17 contes d'Asie et d'Afrique - Illustré en quadrichromie - 2004 - Edition TPFLM - 200 p. Préface Général D. Ramakavelo

### Œuvres théâtrales publiées
- Tsarao ary aho! Œuvre théâtrale de 155 pages[13], inspirée de la vie et du règne de la reine Ranavalona Ire et mettant en scène une facette non connue de la personnalité de cette dernière[14]- Editeur E.D.D. - 2003.
- Imaitsoanala sy Ivorombe, jouée une fois avec les scout du Mpanazava eto Madagasikara et Tily eto Madagasikara en 1958 dans le stade Ampasambazaha Fianarantsoa.
- Dihin'ny voninkazo ou La danse des fleurs, jouée une fois par les jeunes chrétiens de l'église Ambalavao Fianarantsoa, en 1959.
- Ampamoaka Aotra telo, jouée 2 fois.
- Ny hafatry ny Ombalahibemaso - Pièce de théâtre - Radama I - Préface H. Rahaingoson - E.R.R. - 2003.
- Tora-bato sy ny feon'ny hazo fijaliana, Pièce théâtrale jouée par Kanto Fehizoro Ambatonakanga.
- Ny noelin'ny lanitra, jouée 4 fois par Kanto Fehizoro Ambatonakanga et MAMAF FJKM Androndra Fahasoavana.
- Ny tsiky sy hirifiriny, jouée 2 fois par Kanto Fehizoro Ambatonakanga
- Nakaiza ny foko?, jouée 1 fois par Kanto Fehizoro Ambatonakanga
- Ho avy ny maraina, Pièce théâtrale organisée par la compagnie Vaniala, 4 fois joué entre 2002 et 2005.

### Œuvres en préparation
- The morning will come, traduction anglaise de son roman Ho avy ny maraina
- Rebila, traduction en français
- Piece de théâtre: Ranavalona 3
- Traduction en malgache du livre de Sarah Young, Un moment avec Jésus.

## Activités
Pour la promotion de la lecture, E. R. Randriamamonjy organise des activités de lecture dans divers endroits: 
- lecture dans les lycées et collèges
- conte en plein air, dans les écoles, dans les églises et dans les lieux publics
- présentation de ses collections de livres

## Galerie

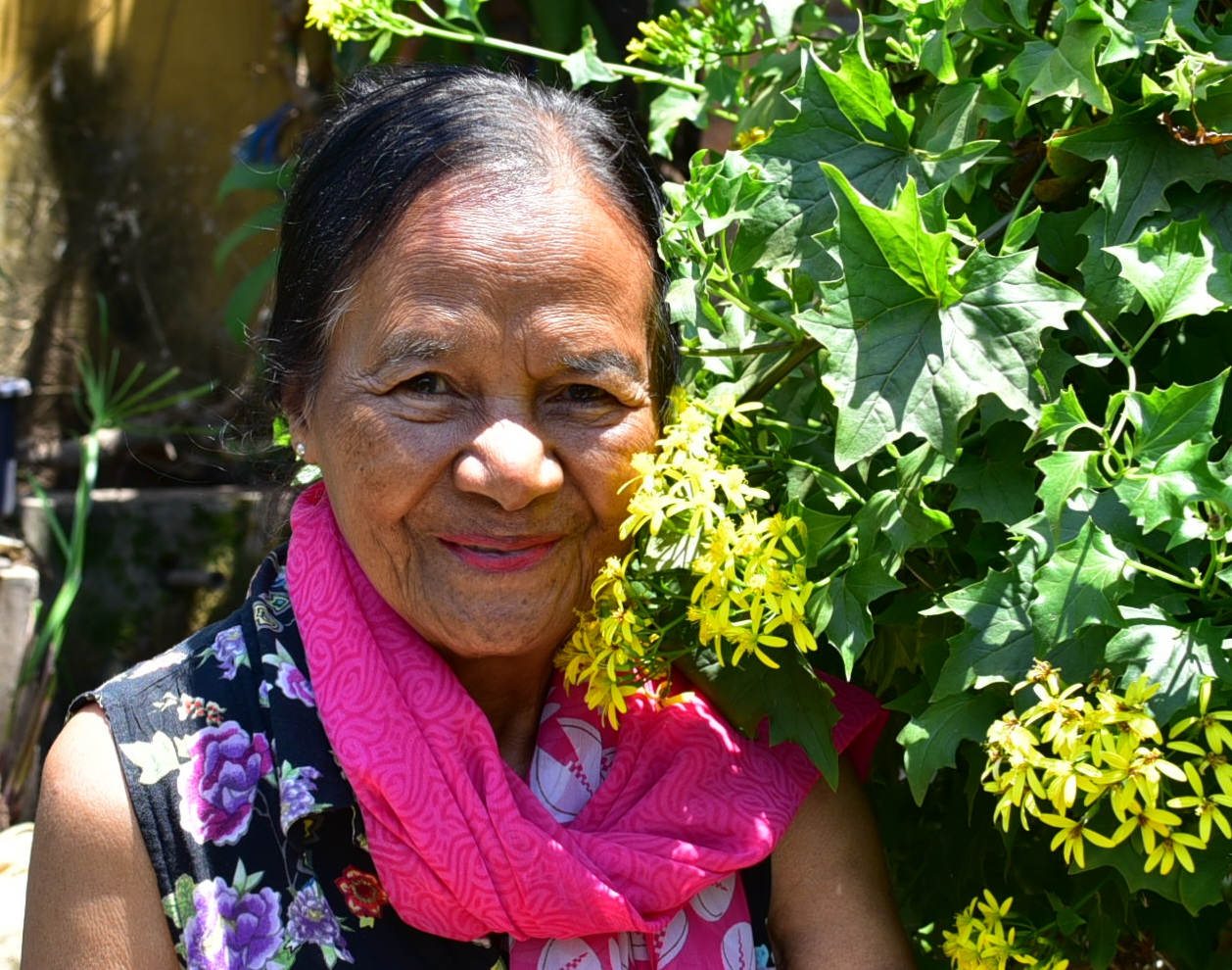
E.R.R
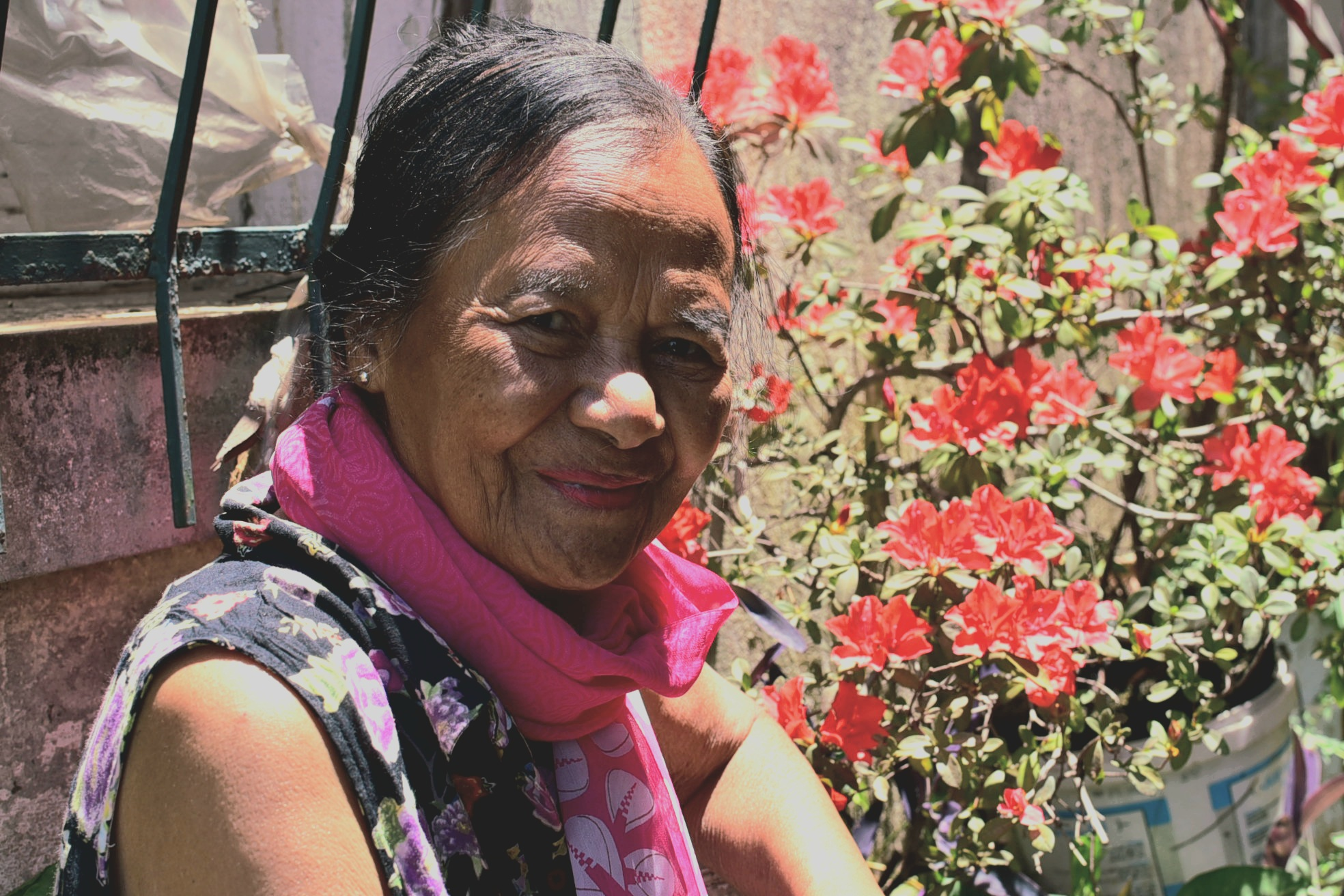
Esther Randriamamonjy ou E.D.D. Auteur, traductrice, Professeur
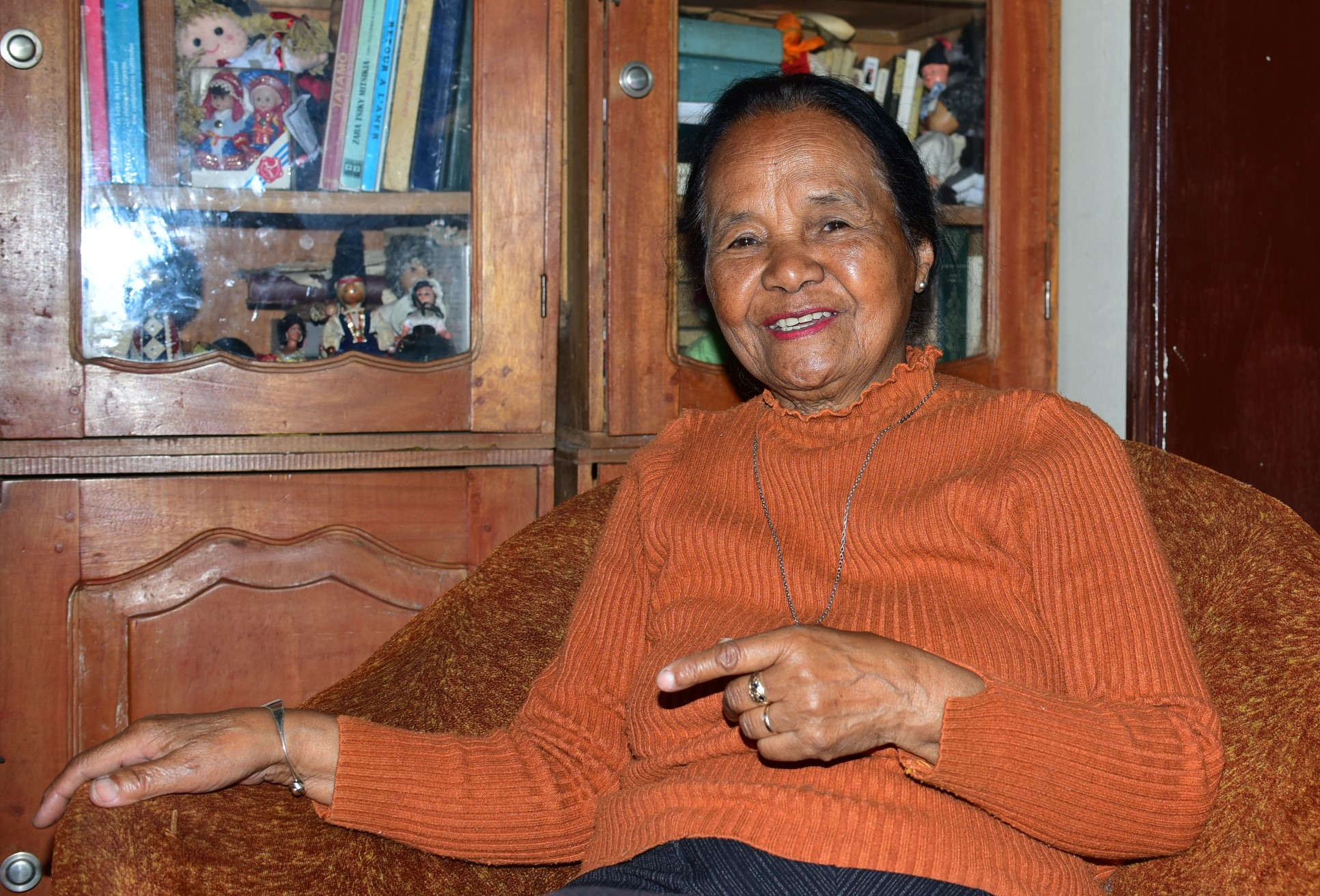
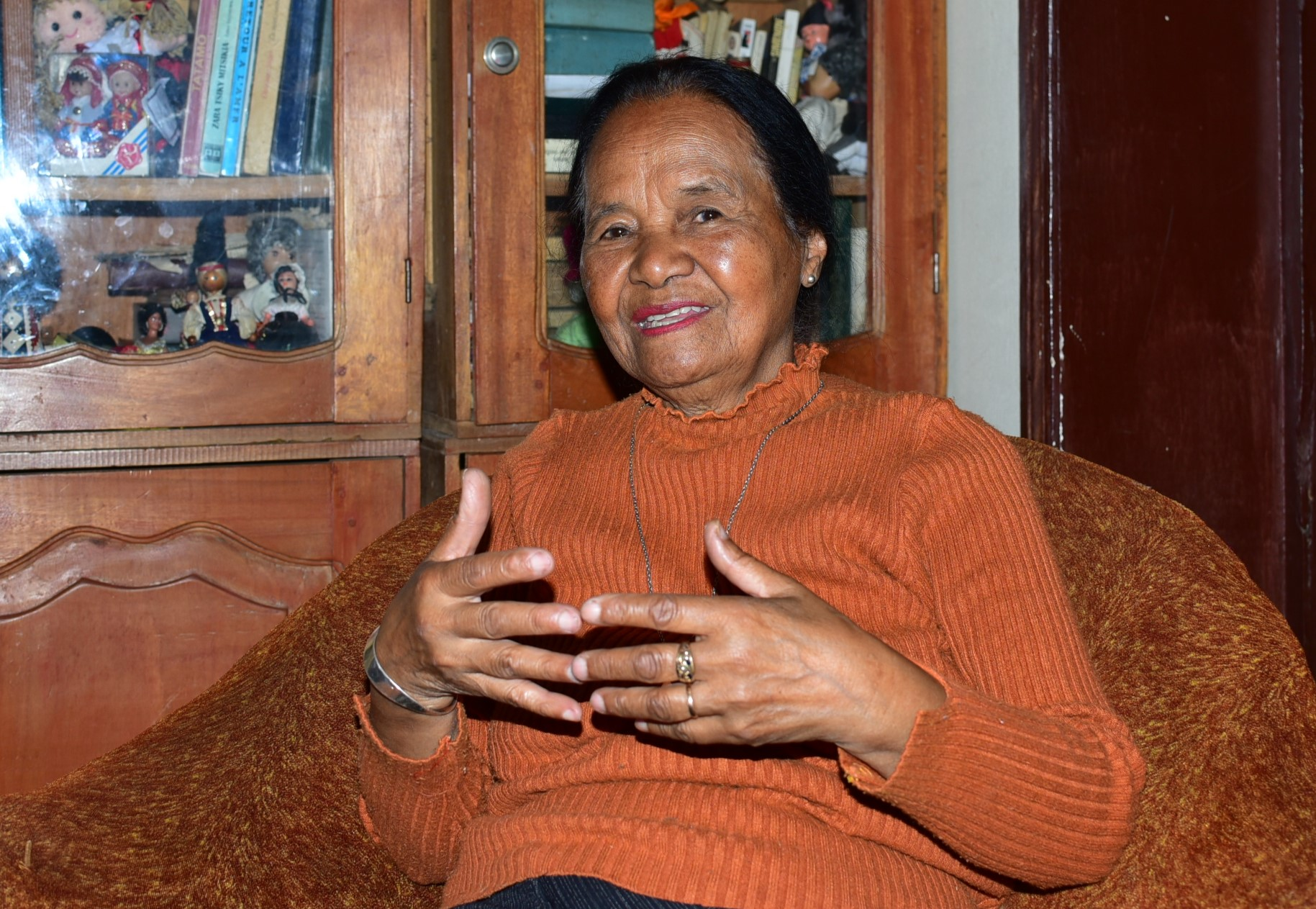
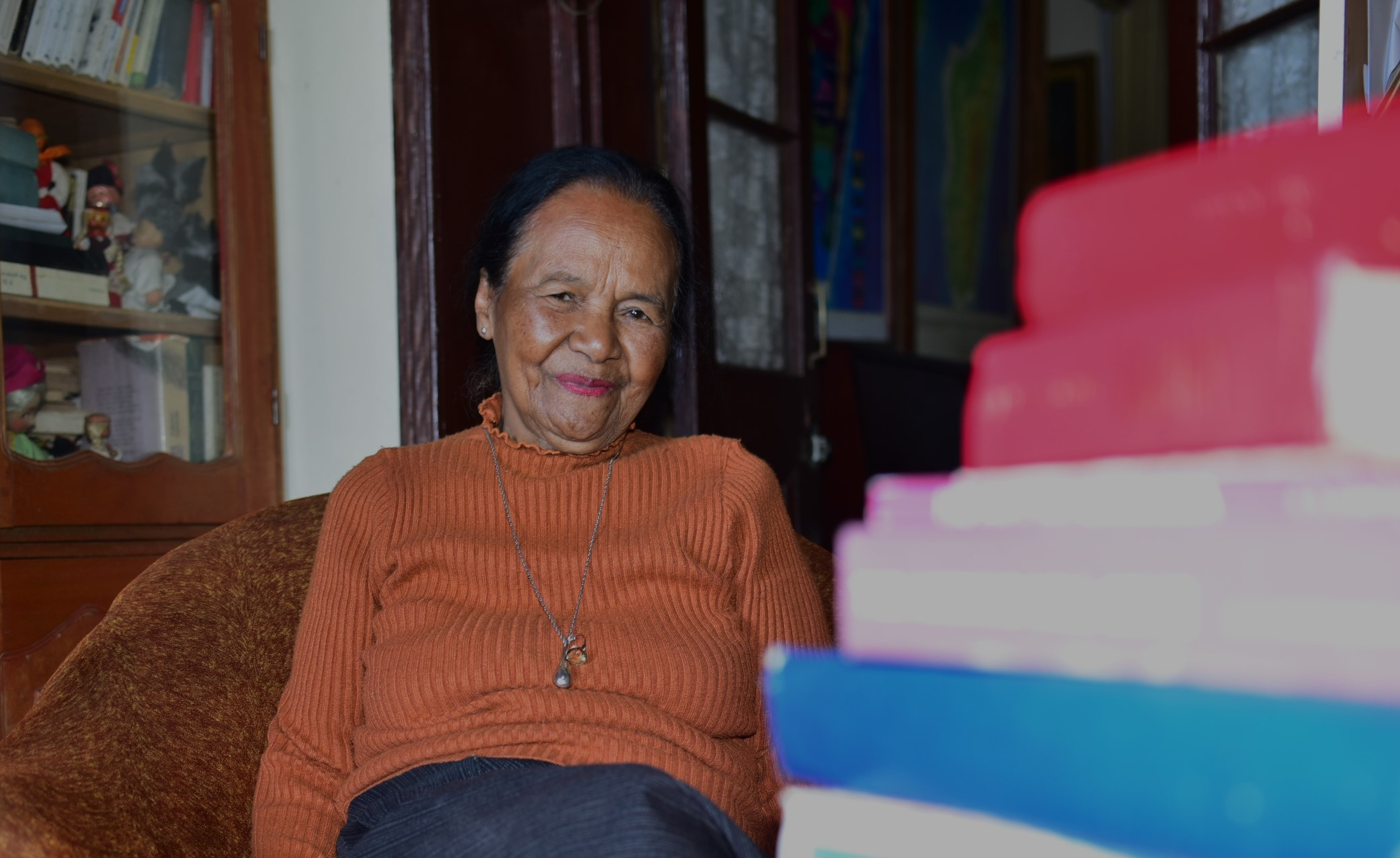
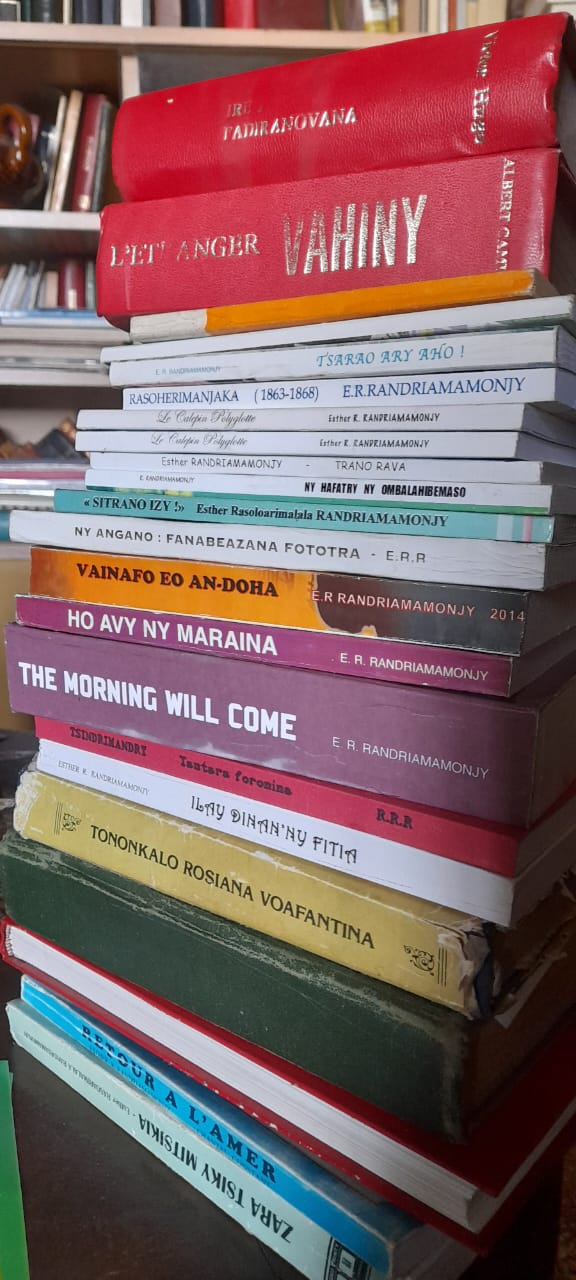